# Disaster Movie
Disaster Movie (bra: Super-Heróis - A Liga da Injustiça; prt: Um Desastre de Filme) em Portugal) é um filme de comédia estadunidense de 2008, escrito e dirigido por Jason Friedberg e Aaron Seltzer. É estrelado por Matt Lanter, Vanessa Minillo, Gary "G Thang" Johnson, Crista Flanagan, Nicole Parker, Ike Barinholtz, Carmen Electra, Tony Cox e Kim Kardashian (em sua estréia no cinema). Lançado em 29 de agosto de 2008 na América do Norte pela Lionsgate, o filme é uma paródia do cinema catástrofe e da cultura pop.
O filme foi extremamente criticado pelos críticos e pelo público por seu humor forçado, referências excessivas e má direção, com muitos considerando que Disaster Movie é um dos piores trabalhos feitos por Seltzer e Friedberg, bem como frequentemente indicado a um dos piores filmes já produzidos. O filme recebeu seis indicações durante a vigésima nona cerimônia do Framboesa de Ouro, incluindo a de "Pior Filme". Disaster Movie arrecadou quase US$ 35 milhões de bilheteria mundial contra um orçamento estimado de US$ 20 milhões.

## Enredo
No ano 10.000 a.C., um homem das cavernas foge de um predador por uma planície e imediatamente briga com Wolf (numa referência ao fisiculturista Michael Van Wijk). Depois de derrotá-lo, o homem das cavernas finalmente encara o "predador", Amy Winehouse, que possui dentes de sabre e bebe gasolina; ela informa que o mundo terminará em 29 de agosto de 2008 e que seu destino está em uma "Caveira de Cristal". A sequência então revela que tudo não passou de um sonho de Will, um mero homem comum que vive nos dias atuais. Ele então descobre que sua namorada Amy está tendo um caso com Flavour Flav e ela termina com Will porque ele não está admitindo seus verdadeiros sentimentos por ela.
Mais tarde naquele dia, Will realiza uma festa ao estilo My Super Sweet 16 em sua casa, apesar de já ter 25 anos. Os convidados incluem Juney, Dr. Phil, Calvin, que é o melhor amigo de Will, Anton Chigurh, dentre outros personagens aleatórios; durante a festa, Amy chega com seu novo namorado, um modelo de roupa íntima da Calvin Klein. A festa então pára quando a sala treme e as luzes se apagam. Um boletim no rádio afirma que há uma chuva de meteoros vindo em direção à Terra a qual originará o fim do mundo. Logo depois a cidade começa a congelar e Will, Juney, Calvin e a namorada de Calvin, Lisa se abrigam em uma garagem subterrânea de um edifício. Quando Juney menciona que as calamidades estão sendo causadas pelo aquecimento global, Will relaciona o sonho que teve com Amy Winehouse com o que está acontecendo no planeta. Um pouco depois, Will é repreendido pelos seus próprios amigos por não se comprometer com seu relacionamento com Amy.
A turma sai da garagem e Will recebe uma ligação de Amy, que está presa no museu onde trabalha, onde ele finalmente admite seus sentimentos por ela antes que a ligação caia; ele decide ir resgatar Amy. Mais tarde, Lisa é morta por um meteoro. Enquanto os outros consolam Calvin, que está em prantos pela morte de sua namorada, Giselle, uma prostituta vestida de princesa, sai repentinamente de um bueiro e é atropelada e arremessada por um táxi, caindo no colo de Calvin; eles imediatamente se apaixonam. O cafetão de Giselle vestido de príncipe Edwin, desafia Calvin a uma luta de dança por seu amor, mas um tornado aparece e o príncipe Edwin foge. Homem de Ferro, Hellboy e Hulk aparecem e tentam deter o tornado, mas todos são derrotados por vacas atiradas pelo furacão. Depois de se abrigarem, Will, Juney, Calvin e Giselle encontram três seres que são versões raivosas de Alvin e os Esquilos, que atacam o grupo e matam Juney; os "esquilos" vão atrás de Will e Calvin, mas eles os prendem em uma lata de lixo, sufocando-os fatalmente enquanto tentam escapar.
No caminho para o museu de Amy, o grupo se depara com Batman, que os informa que devem ir para o ônibus de evacuação e que não haverá chance de sobrevivência se salvarem Amy. Com o tempo contra eles, a princesa Giselle mata Speed Racer e o grupo rouba o seu Mach 5 para ir ao museu. Chegando lá, eles salvam Amy, que revela que a Caveira de Cristal deve ser colocada em um altar do museu para impedir o fim do mundo; Calvin e a princesa descobrem que as portas do museu estão fechadas e todos os artefatos ganham vida, incluindo um gigante boneco que imita Po do filme Kung Fu Panda, que luta contra Calvin, mas é derrotado. Quando Calvin beija a princesa, Calvin acidentalmente puxa sua peruca e descobre que ela é, na verdade, crossdresser. Enquanto isso acontece, Po pega uma katana e, em um único golpe, mata Calvin e a princesa de uma vez.
Enquanto isso, Will e Amy encontram um Beowulf nu, que luta contra Will. Depois que Amy apunhala o Beowulf nas costas, Will e Amy encontram uma versão de Indiana Jones anão chamado Indy, que revela ser o pai de Will; Indy tenta colocar a Caveira de Cristal no altar, mas ele atrapalhadamente voa através de um vitral na sala. Will, por sua vez, coloca ele mesmo a caveira no altar, finalmente salvando o mundo. Will e Amy posteriormente se casam em uma cerimônia realizada pelo Guru Shitka e depois cantam uma música sobre todos os personagens que "pegam" outros do filme, numa paródia à canção "I'm Fucking Matt Damon" da comediante Sarah Silverman.

## Elenco
- Matt Lanter como Will
- Vanessa Minnillo como Amy
- Gary "G Thang" Johnson como Calvin
- Crista Flanagan como Juney/Hannah Montana
- Nicole Parker como Giselle/Amy Winehouse/Jessica Simpson
- Kim Kardashian como Lisa Taylor
- Ike Barinholtz como Policial/Lobo/Anton Chigurh/Hellboy/Batman/Beowulf/Príncipe Caspian
- Carmen Electra como A bela assassina
- Tony Cox como Indy
- Tad Hilgenbrink como Príncipe Edwin
- Nick Steele como modelo de cueca da Calvin Klein
- Valerie Wildman como Samantha Jones
- John Di Domenico como Dr. Phil/Guru Shitka
- Abe Spigner como Flavour Flav
- Christopher Johnson como Michael Jackson
- Jared S. Eddo como Speed Racer
- Yoshio Iizuka como Kung Fu Panda
- Jonas Neal como Justin Timberlake
- Jacob Tolano Wood como Dr. Bruce Banner
- Roland Kickinger como Hulk
- Walter Harris como John Hancock
- Gerrard Fachinni como Homem de Ferro
- Devin Crittenden como Paulie Bleeker
- Noah Harpster como Seth
- Austin Michael Scott como McLover

## Paródias

### Personalidades
- Oliver White
- Amy Winehouse
- Flava Flav/Slaver Slav
- Michael Jackson
- Miley Cyrus/Hannah Montana
- Dr. Phil
- WWE Diva
- Kiss
- Jessica Simpson
- Jonas Brothers
- Justin Timberlake

### Filmes
- The Dark Knight
- Hellboy II: The Golden Army
- High School Musical
- O Incrível Hulk
- Indiana Jones e o Reino da Caveira de Cristal
- Homem de Ferro
- Kung Fu Panda
- O Guru do Amor
- Sex and the City
- Speed Racer
- Alvin e os Esquilos
- Uma Verdade Inconveniente
- Hancock
- Juno
- Enchanted
- Get Smart
- Wanted
- Night at the Museum
- No Country for Old Men
- 10.000 A.C.
- The Chronicles of Narnia: Prince Caspian
- Hannah Montana & Miley Cyrus: Best of Both Worlds Concert
- Beowulf
- Step Up 2: The Streets
- Cloverfield
- Superbad
- O dia depois de amanhã
- Jumper
- Twister

### Capa
- O dia depois de amanhã
- Indiana Jones e o Reino da Caveira de Cristal
- Os Simpsons: O Filme

## Produção
Em 2 de abril de 2008, menos de três meses após o lançamento do filme de paródia anterior de Friedberg e Seltzer, Meet the Spartans, foi anunciado que a dupla estava em pré-produção em uma paródia de Superbad, com o título de "Goodie Two Shoes". Ao contrário dos filmes anteriores dirigidos por Friedberg e Seltzer, que foram financiados pela Regency Enterprises e distribuídos pela 20th Century Fox, este filme foi financiado pelo Grosvenor Park e distribuído pela Lionsgate nos Estados Unidos.
Jason Friedberg e Aaron Seltzer escreveram o filme como uma paródia de Superbad, mas semelhante aos filmes anteriores da dupla, parodia alguns dos grandes sucessos de bilheteria e celebridades populares de 2007 e 2008. Como muitos dos filmes que estavam sendo parodiados não foram sequer lançados na época que o roteiro estava sendo escrito, Friedberg e Seltzer usaram os trailers dessas produções para ter uma ideia básica dos filmes.
Em 28 de abril, Matt Lanter, Vanessa Minnillo, Gary "G Thang" Johnson e Carmen Electra foram confirmados para serem os membros principais do elenco.
As filmagens ocorreram no estado americano da Luisiana de 28 de abril a 6 de junho. O designer de produção indicado ao Oscar, William Elliott (que havia trabalhado no ramo junto com os diretores desde Date Movie), fez o design de produção para os cenários. O prédio da Câmara de Comércio em Shreveport foi usado para filmar as cenas dos museus de história natural no filme.
Após o término das filmagens, Friedberg e Seltzer decidiram renomear o filme para Disaster Movie.

## Recepção

### Crítica
No Rotten Tomatoes, Disaster Movie tem uma taxa de aprovação de apenas 1% com base em 73 avaliações, obtendo uma classificação média de 1,76/10 com o seguinte consenso crítico: "Voltando ao seu poço aparentemente sem fundo de humor idiota, estereótipos raciais e sátiras da cultura pop, Jason Friedberg e Aaron Seltzer produziram o que é provavelmente o pior filme de todos os tempos". No Metacritic, o filme tem uma pontuação 15/100, com base em críticas de 12 usuários, indicando "aversão esmagadora". O público consultado pelo CinemaScore atribuiu ao filme uma nota "F" numa escala de A+ a F.
A comédia se tornou destaque em diversas listas de piores filmes como a da revista americana Empire, da britânica Total Film e do site de críticas cinematográficas MRQE (onde detém 17 pontos, a pontuação mais baixa do site). Disaster Movie também se tornou o filme com a classificação mais baixa na lista dos 100 piores filmes avaliados pelo IMDb.
Jason Solomons, do The Guardian, escreveu que "nada pode descrever a decepção que Disaster Movie se tornou, sendo um dos piores filmes de todos os tempos". Adam Tobias, do Watertown Daily Times, opinou: "Simplesmente não vejo como alguém teria a audácia de dizer que Disaster Movie é um filme bom", acrescentando ainda que o título do filme era apropriado, porque o filme "realmente é um desastre". O jornal The Times classificou o filme como o pior de 2008.
A única crítica positiva publicada no Rotten Tomatoes foi por Jim Schembri, do jornal australiano The Age. Schembri chamou o filme de "idiota, mas também inegavelmente engraçado em alguns momentos por mais que uma pessoa madura pense o contrário"; de sua crítica, Disaster Movie recebeu três estrelas e meia de cinco.
A principal revisão crítica positiva mais listada tanto no Metacritic quanto no Rotten Tomatoes foi de Owen Gleiberman da Entertainment Weekly, que deu ao filme a nota C+ e comentou: "A comédia fez uma boa paródia ao filme Juno e é muito engraçado ver a cena de Hannah Montana ainda promovendo seus produtos mesmo quando ela está morrendo esmagada por um meteoro"; Gleiberman anteriormente também havia sido um dos poucos críticos que elogiou Epic Movie, um dos trabalhos anteriores de Friedberg e Seltzer.
Em um episódio de 2017 do programa da ABC, Big Fan, Kim Kardashian afirmou estar "traumatizada" pela cena da morte de sua personagem no filme e que ela até hoje "não consegue assistir".

### Comercial
Em sua estréia nos cinemas estadunidenses, Disaster Movie faturou US$ 2.023.130 no dia da estréia, US$ 5.836.973 no seu segundo final de semana e US$ 6.945.535 no final de semana seguinte (que era feriado prolongado de Labor Day). O filme alcançou o sétimo lugar nos fins de semana de três e quatro dias e suas receitas ficaram muito aquém dos US$ 17 milhões previstos pelo The Dallas Morning News. O filme não teve tanto sucesso comercial quantos os lançamentos anteriores de Friedberg e Seltzer: contra um orçamento de US$ 20 milhões, Disaster Movie arrecadou apenas US$ 14.190.901 no mercado interno e mais US$ 20.625.923 no exterior, perfazendo US$ 34.816.824 em todo o mundo, menos da metade da receita bruta de Meet the Spartans.

## Mídia doméstica[29]
O DVD e o Blu-ray do filme foram lançados em 6 de janeiro de 2009. Os dois lançamentos incluíam tanto a versão teatral quanto a versão sem censura, ambos com os mesmos extras. Cerca de 410.934 unidades de DVD foram vendidas, gerando US$ 8.447.690 em receita (até em outubro de 2009).

## Indicações à prêmios
Em 21 de janeiro de 2009, foi divulgado que Disaster Movie iria ser indicado para seis prêmios durante a vigésima nona cerimônia do Framboesa de Ouro. As nomeações foram para as categorias de Pior Filme, Pior Atriz Coadjuvante (Carmem Electra), Pior Atriz Coadjuvante (Kim Kardashian), Pior Diretor, Pior Roteiro e Pior Prequela, Remake ou Sequência. Kardashian reconheceu sua indicação em seu blog, onde escreveu: "É uma honra ser apenas indicada!"
| Ano  | Cerimônia             | Categoria                          | Recipiente(s)                                 | Resultado |
| ---- | --------------------- | ---------------------------------- | --------------------------------------------- | --------- |
| 2009 | 29ª Framboesa de Ouro | Pior Filme                         | Jason Friedberg, Aaron Seltzer e Peter Safran | Indicado  |
| 2009 | 29ª Framboesa de Ouro | Pior atriz coadjuvante             | Kim Kardashian                                | Indicado  |
| 2009 | 29ª Framboesa de Ouro | Pior atriz coadjuvante             | Carmen Electra                                | Indicado  |
| 2009 | 29ª Framboesa de Ouro | Pior Prequela, Remake ou Sequência |                                               | Indicado  |
| 2009 | 29ª Framboesa de Ouro | Pior direção                       | Jason Friedberg e Aaron Seltzer               | Indicado  |
| 2009 | 29ª Framboesa de Ouro | Pior roteiro                       | Jason Friedberg e Aaron Seltzer               | Indicado  |